# Piper anisotis
Piper anisotis är en pepparväxtart som beskrevs av Joseph Dalton Hooker. Piper anisotis ingår i släktet Piper och familjen pepparväxter. Inga underarter finns listade i Catalogue of Life.